# آنا دايموند
آنا دايموند (من مواليد أغسطس 1994)، كانت سابقًا مواطنة ذات جنسيتين إيرانية وفنلندية (حتى عام 2019)، وهي الآن معلّقة سياسية بريطانية وباحثة وناشطة في مجال حقوق الإنسان وأحد الأعضاء المؤسسين للتحالف ضد أخذ الدولة للرهائن. تأسست المنظمة رسميًا في نيويورك في 24 سبتمبر 2019، على هامش الجمعية العامة للأمم المتحدة، وتُعد أول كيان عالمي من نوعه. تحمل حاليًا الجنسيتين البريطانية والفنلندية.
سافرت دياموند إلى إيران في أغسطس 2014 وفُرض عليها حظر السفر لأسباب لم يُكشف عنها لها في ذلك الوقت. بعد 500 يوم، في يناير 2016، اعتُقلت دايموند من قبل الحرس الثوري الإسلامي في ذروة خطة العمل المشتركة الشاملة (الاتفاق النووي). في سن التاسعة عشر، اتهمت بالتجسس لصالح المخابرات البريطانية ووكالة المخابرات المركزية والموساد؛ وهي مزاعم نفتها. رُبط اعتقالها، على غرار اعتقال العديد من مزدوجي الجنسية، بالنزاع طويل الأمد الذي يقدر بـ 400 مليون جنيه إسترليني بين جمهورية إيران الإسلامية والمملكة المتحدة.
صنفت الولايات المتحدة الحرس الثوري الإيراني، بما في ذلك فيلق القدس التابع له، منظمةً إرهابية أجنبية بموجب المادة 219 من قانون الهجرة والجنسية.

## النشأة والتعليم
انتقلت دياموند إلى فنلندا مع والديها عندما كانت طفلة صغيرة وذهبت إلى مدرسة ريسو الدولية في هلسنكي. عادت لاحقًا إلى المملكة المتحدة وترعرعت في لندن. درست دراسات السينما واللاهوت في كلية كينجز لندن، وتخرجت مع مرتبة الشرف بالدرجة الأولى عام 2019. تُعد من أصل بريطاني وتحمل الجنسيتين البريطانية والفنلندية. كان أجداد أجداد دايموند من أبيها هم من المبشرين الإنجليز الموحدين الذين سافروا إلى إيران في القرن التاسع عشر. استقروا في أورميا، إيران، موطن إحدى أقدم الكنائس المسيحية، الكنيسة الآشورية للشرق، وموقع أول إرسالية مسيحية أمريكية في إيران عام 1835.
صرحت دياموند في مقابلاتها بأنها كانت عضوة في حزب المحافظين (المملكة المتحدة) منذ أن كانت تبلغ من العمر 16 عامًا وكانت متحدثة باسم حزب المحافظين الشباب (المملكة المتحدة) في لندن من عام 2011 حتى حظر سفرها في إيران عام 2014. كانت ناشطة في حملة انتخابات رئاسة بلدية لندن لعام 2012 لبوريس جونسون مع بن هوليت (سياسي) وجاكوب يونغ (سياسي)، وظهرت في العديد من الصور مع جونسون وديفيد كاميرون، رئيس الوزراء البريطاني آنذاك؛ استُخدم عدد من تلك الصور دليلًا على مزاعم التجسس لصالح المخابرات البريطانية التي واجهتها لاحقًا في إيران.
أعلنت دايموند على موقع تويتر أنها وصلت إلى القائمة النهائية لمنحة رودس لعام 2021.

## الاعتقال والاحتجاز
سافرت دايموند إلى الولايات المتحدة كجزء من برنامج التعليم في الخارج بجامعة كاليفورنيا ودرست فصلًا دراسيًا في جامعة كاليفورنيا، سانتا باربرا قبل الذهاب في رحلة حج إلى إسرائيل في يوليو 2014. وثقت التعايش بين اليهود والمسيحيين والمسلمين في البلدة القديمة بالقدس، والتي كانت إحدى الأدلة المزعومة التي استخدمها في وقت لاحق الحرس الثوري الإسلامي لإثبات عملها التجسسي لصالح المخابرات البريطانية والموساد.
في 12 يناير 2016، قُبض عليها رسميًا مع والديها بعد حوالي 500 يوم من حظر السفر. خلال هذه الفترة، خضعت لاستجوابات واسعة من قبل الحرس الثوري الإسلامي. أمضت دايموند ما يقرب من 200 يوم في الحبس الانفرادي في وحدات العزل الانفرادي أ-2 التابعة للحرس الثوري الإيراني في سجن إيفين. نُقلت دياموند لفترة وجيزة إلى العنبر العام، حيث التقت بالسجينات السياسيات البارزات، بما في ذلك نرجس محمدي وأتينا فرقداني. في ذلك الوقت، كانت دياموند أصغر نزيلة في سجن إيفين وواحدة من عدد قليل من مزدوجي الجنسية الذين خضعوا لاختبار العذرية القسري أثناء الاحتجاز، فضلاً عن الإعدام الوهمي. ووصفت دياموند معاملتها بأنها مهينة وبمثابة تعذيب.
على عكس سجناء الأمن السياسي والوطني الآخرين، حوكمت دياموند في محكمة رجال الدين الخاصة بسبب خلفيتها الكتابية رفيعة المستوى في عائلتها. كان المدعي العام لها هو إبراهيم رئيسي، الذي أصبح فيما بعد مرشحًا رئاسيًا في الانتخابات الرئاسية الإيرانية 2017 الذي خاض الانتخابات الرئاسية الإيرانية ضد الرئيس حسن روحاني. ووجهت إلى دياموند تهمة التجسس والتعاون مع الحكومة المعادية في إنجلترا والمخابرات البريطانية وآخرين والردة. استُخدمت مشاركتها السابقة في سياسة الشباب في المملكة المتحدة كمتحدثة باسم المحافظين المستقبليين وصورها مع العديد من السياسيين البارزين، بما في ذلك بوريس جونسون وجانيت نابوليتانو، لتقديمها بصفتها مستشار خاص لحزب المحافظين وجاسوسة لصالح المخابرات البريطانية ووكالة المخابرات المركزية. في نهاية المحاكمة، أدينت وحكم عليها بالإعدام.